# 대위덕명왕

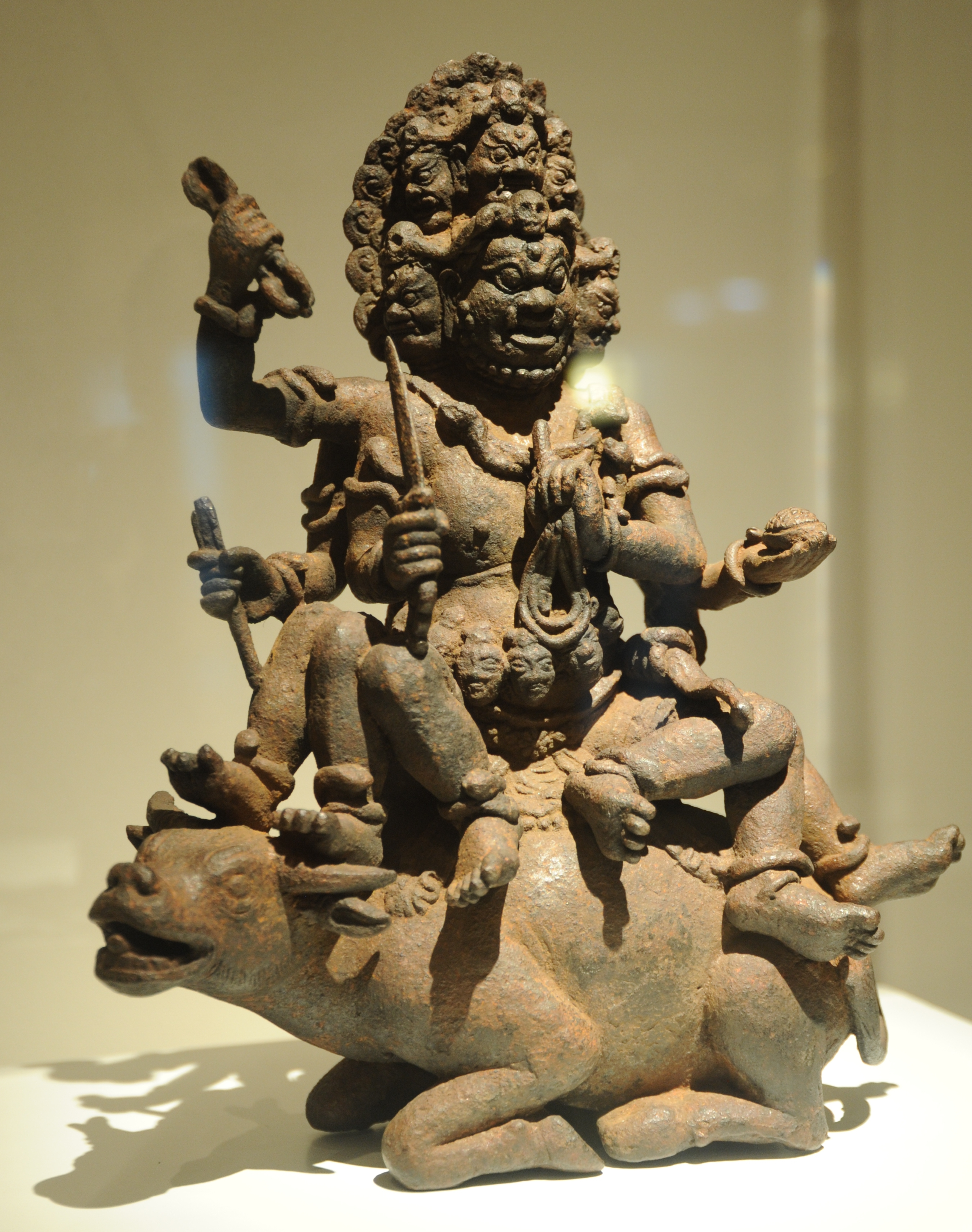
대위덕명왕은 물소 위에 있는 밀교의 "죽음의 파괴자" 신이다.

대위덕명왕(大威德明王) 또는 야만타카(산스크리트어: यमान्तक) 또는 바즈라바이라바(티베트어: གཤིན་རྗེ་གཤེད་, རྡོ་རྗེ་འཇིགས་བྱེད།)라고도 하는 밀교의 "죽음의 파괴자" 신이다. 때때로 그는 "죽음의 영주의 정복자"로 개념화된다. 대위덕명왕이라는 불교 신전의 여러 신들 중 가장 잘 알려진 신들은 티베트 불교의 겔룩파에서 인기 있는 아누타라요가 탄트라 부류에 속한다.

## 개요
대위덕명왕은 지혜의 성불인 문수보살의 분노에 찬 표현으로, 다른 맥락에서 다르마팔라나 헤루카의 역할도 한다. 대위덕명왕은 여섯 개의 다리, 여섯 개의 얼굴, 여섯 개의 팔이 물소 위에 앉거나 서 있을 때 다양한 무기를 들고 있다. 맨 위에 있는 얼굴은 맹주리의 분노에 찬 모습이며, 그 아래는 붉은 얼굴이다. 다른 얼굴들은 노란색, 짙은 파란색, 빨간색, 검은색, 흰색, 회색, 그리고 갈색이다. 각각의 얼굴은 세 개의 눈을 가지고 있다. 일반적인 표현은 또한 32개의 손과 16개의 다리를 묘사하고 있다. 중국 난해불교와 진언종에서 대위덕명왕은 아미타불의 분노에 찬 분출물로 하얀 소 위에 앉아 각종 무기를 들고 있는 여섯 얼굴과 다리, 팔로 그려진다.